# Șotrile
Șotrile è un comune della Romania di 3 475 abitanti, ubicato nel distretto di Prahova, nella regione storica della Muntenia.
Il comune è formato dall'unione di 6 villaggi: Lunca Mare, Plaiu Câmpinei, Plaiu Cornului, Seciuri, Șotrile, Vistieru.